# Marc Aquili Cras
Marc Aquili Cras (en llatí Marcus Aquilius Crassus) va ser un militar romà, pretor l'any 43 aC.
Va ser enviat pel senat al Picè per reclutar tropes contra Octavi August, que marxava contra Roma per exigir el consolat. Cras va ser capturat disfressat d'esclau i entregat a Octavi, que de moment no el va castigar però després el va incloure entre els proscrits.
Alguns comentaristes pensen que s'hauria de llegir Acilius en comptes d'Aquilius. Si aquesta conjectura és correcta, aquest Crassus seria el mateix que l'Acili que Appià menciona explicant que va ser proscrit per Octavi, i com es va fer escàpol l'any 29 aC.